# Pachnobia perquiritata
Pachnobia perquiritata là một loài bướm đêm trong họ Noctuidae.